# المواقف اللغوية بين ثنائي اللغة العربية والفرنسية في المغرب
"لغة المواقف بين الثنائيات العربية الفرنسية في المغرب" (ISBN 978-0905028156) هو كتاب لعبد العالي بنتهيلة نشر في عام 1983 من قبل شركة كليفدون في أفون، إنجلترا. ناقش الكتاب الثنائية اللغوية العربية الفرنسية في المغرب.
المؤلف عالم لغوي مغربي بدأ التدريس في مدينة فاس في المغرب بعد حصوله على درجة الدكتوراه. ركز الكتاب على “الثنائيات المتوازنة” الذين حضروا المدارس الثانوية و/ أو الجامعات ثنائية اللغة.
في الكتاب، يقول بنتهيلة إن المسؤولين المغاربة لا يستشيرون شعبهم في مسألة التخطيط اللغوي وبالتالي لا يجدون نجاحًا في تخطيطهم للغة. ويخلص أيضًا إلى أن المغاربة ثنائيات اللغة الذين يؤسسون نظام التعليم يعتقدون أن كل من العربية الفصحى والفرنسية لهما دور مهم في تطوير المغرب وحياتهم الخاصة، وبالتالي فهم مخلصون للغاية لكلا اللغتين.
كجزء من بحثه، جمع بنتهيلة بيانات من 432 مغربيًا تتراوح أعمارهم بين 17 وأواخر الثلاثينات وتلقوا تعليمًا في كل من العربية والفرنسية، تضمنت موضوعاته كتابًا وسكرتيرات وطلابًا ومعلمين.

## المحتويات
يحتوي الكتاب على سبعة فصول. يناقش الجزء الأول من الكتاب تاريخ لغات التعليم في نظام المدارس المغربية من الفترة ما قبل الاستعمار حتى ما بعد الاستعمار. يشمل الجزء التالي المؤلف يناقش نتائج استبيانه. ويشمل استطلاعًا للأدب حول الموقف اللغوي من داخل وخارج المغرب. يحتوي الكتاب على فصل حول المواقف المقارنة تجاه العربية المغربية والعربية الفصحى والفرنسية. هناك أيضًا فصل عن التخطيط اللغوي في المغرب.

## الآراء
قال بول بي ستيفنز من مجلة علم النفس اللغوي والاجتماعي إنه كان أول عمل في الكتاب عن الثنائية اللغوية في شمال إفريقيا مكتوبًا باللغة الإنجليزية، ولكتابة الكتاب “يجب أن يُشاد به بنتهيلة على عدة نقاط”. قال “عند اعتباره ككل، يعد كتاب بنتهيلة كتابًا جديرًا بالقراءة وعلى الرغم من بعض الملاحظات التي تليه، يستحق القراءة”.
كتب برايان وينشتاين من مجلة التنمية المتعددة اللغات والثقافات أن الكتاب “إضافة مهمة إلى المؤلفات حول مواقف اللغة” وأنه “أيضًا قيم من الناحية المنهجية وللاقتراحات الضمنية والصريحة لمزيد من البحث في المواقف وعلاقتها بالتغير الاجتماعي أو التخلف الاجتماعي”.